# Maria Verhoeven
Maria Verhoeven (Hoogstraten, 30 november 1898 - Breda, 10 september 1944) was een Belgisch verzetsstrijder uit beide Wereldoorlogen.
Maria Verhoeven was de jongste in het gezin van Gaspar Verhoeven en Maria Nieuwlaat.  Maria Verhoeven was in 1922 getrouwd met Hugo Cornelissen, een postbode. Vlak na haar huwelijk, werd hij overgeplaatst naar Baarle-Hertog. Miet begon daar een winkeltje in textiel. Ze was beter gekend onder haar bijnaam Miet Pauw.

## Verzet in deEerste Wereldoorlog
‘Miet Pauw’ raakte op 17-jarige leeftijd betrokken bij het verzet. Ze hield zich bezig met het overzetten van Belgische jongens over de grens. Die wilden via het neutrale Nederland naar Engeland om zich daar aan te sluiten bij het geallieerde leger. De grens was afgezet met de Dodendraad. In de streek was al een netwerk van smokkelroutes, maar tijdens de oorlogsjaren werd dit ook gebruikt om mensen over te zetten. Een jongen schreef Miet Pauw een dankbrief vanuit Engeland. Helaas werd deze brief onderschept en vloog Miet Pauw in de gevangenis. Het sterkte alleen nog maar meer haar karakter. Als dank kreeg zij als een van de weinige vrouwen in België kiesrecht. Het was pas in 1948 dat het algemeen vrouwenkiesrecht werd ingevoerd. Ze was haar tijd dus ver vooruit. 

## Verzet in deTweede Wereldoorlog
Gehard door haar 11 maanden gevangenschap in de Eerste Wereldoorlog, aarzelde Miet niet om tijdens de Tweede Wereldoorlog weer in het verzet, de Witte Brigade, te gaan. Ze wist dat er grote risico’s aan verbonden waren: ‘Deze oorlog zou wel eens mijn laatste kunnen zijn…’ Ze opereerde dan ook in het grootste geheim.
Toen de Royal Air Force met massale nachtbombardementen op Duitsland begint, werden er ook veel piloten neergeschoten. Met parachutes sprongen ze uit hun vliegtuigen. In het grootste geheim probeerden ze onder de radar van de Duitse soldaten te blijven. Het verzet had een geheim netwerk opgezet, de pilotenlijn, die via Frankrijk, Spanje en Portugal de piloten terug in Engeland trachtte te brengen. 
Er waren verschillende lijnen die naar het zuiden gingen. Piloten werden in etappes overgezet door koeriers, deze werden afgewisseld met onderduikadressen. Miet Pauw opereerde over de Escape-lijn van Sprang-Capelle naar Wuustwezel. Vooral in het grensgebied, werd er sterk samengewerkt met de marechaussees. In Baarle waren A. van Gestel, G. Gerritsen, K.G. Smit en H. Niessen. 
Ondertussen dacht men in het dorp dat ze met smokkelaars bezig was. 
Op 8 september 1944 was er onheil op komst. Ze werd gewaarschuwd dat er iets op til was. De volgende dag om half vijf in de ochtend werden zij en de twee marechaussees Gerritsen en Van Gestel opgepakt. De drie worden meegenomen naar Breda en schuldig bevonden aan het helpen van de vijand. De volgende ochtend om 10 uur worden ze gefusilleerd.

## Nagedachtenis

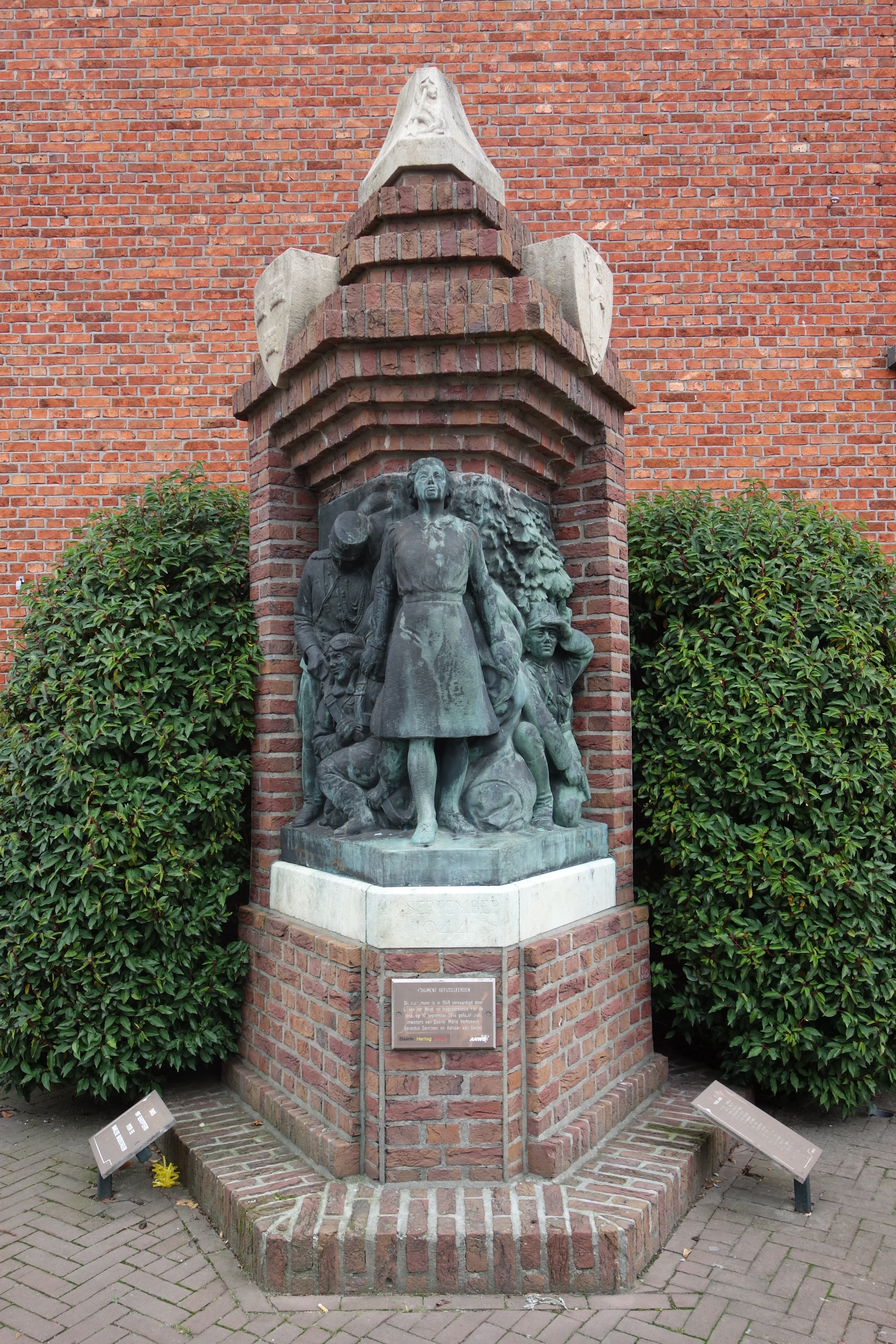
Het monument is ter herinnering aan alle gefusilleerde inwoners van Baarle, dus zowel de Belgische als de Nederlandse inwoners. Het monument is gemaakt door de Bredase beeldhouwer Lukas van der Meer

- In Baarle-Hertog staat een monument ter ere van Maria Verhoeven.
- Haar kapot geschoten jas die ze tijdens de executie droeg, wordt tentoongesteld in het Kaarsenmuseum van Baarle.[3]
- In de enclavegemeente Baarle-Hertog heeft ze een straatnaam.
- Sinds 2018 heeft ze in het kader van meer vrouw op straat van Sofie Lemaire ook een straatnaam in de wijk Houvast.